# Línea Tokyu Shin-Yokohama
La línea Tokyu Shin-Yokohama de Tokyu une la estación de Shin-yokohama con la de Hiyoshi, en el distrito de Kohoku de Yokohama. Las siglas de esta línea son SH.

## Historia
Inaugurada en el 2023, fue construida para unir las líneas de Tokyu (y sus enlaces con las líneas de Tokyo Metro, Toei y Saitama Railway) con las de Sotetsu en el marco de la segunda fase del proyecto de desarrollo ferroviario de Kanagawa oriental desarrollado por la Agencia de Tecnología, Transporte y Construcción de Ferrocarriles de Japón para mejorar las conexiones ferroviarias entre la prefectura y Tokio. 

## Material móvil
Debido a que el propósito de esta línea es servir de enlace con otras que transcurren por Tokio y por la prefectura de Kanagawa, no cuenta con material móvil propio. A continuación se muestran los trenes que prestan servicio en este tramo ferroviario.

### Trenes que enlazan con la línea Toyoko

#### Propiedad de Tokyu

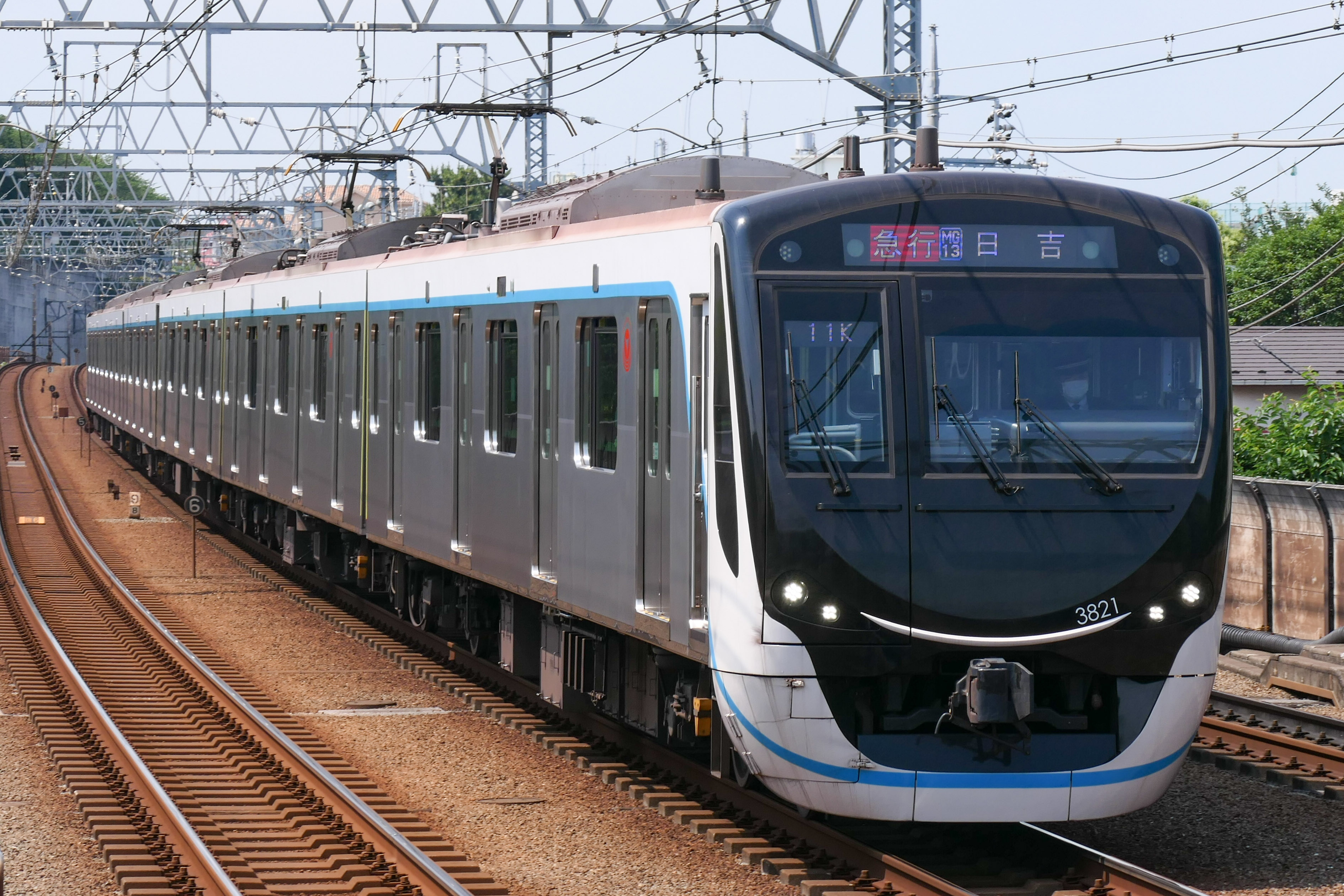
Serie 3020
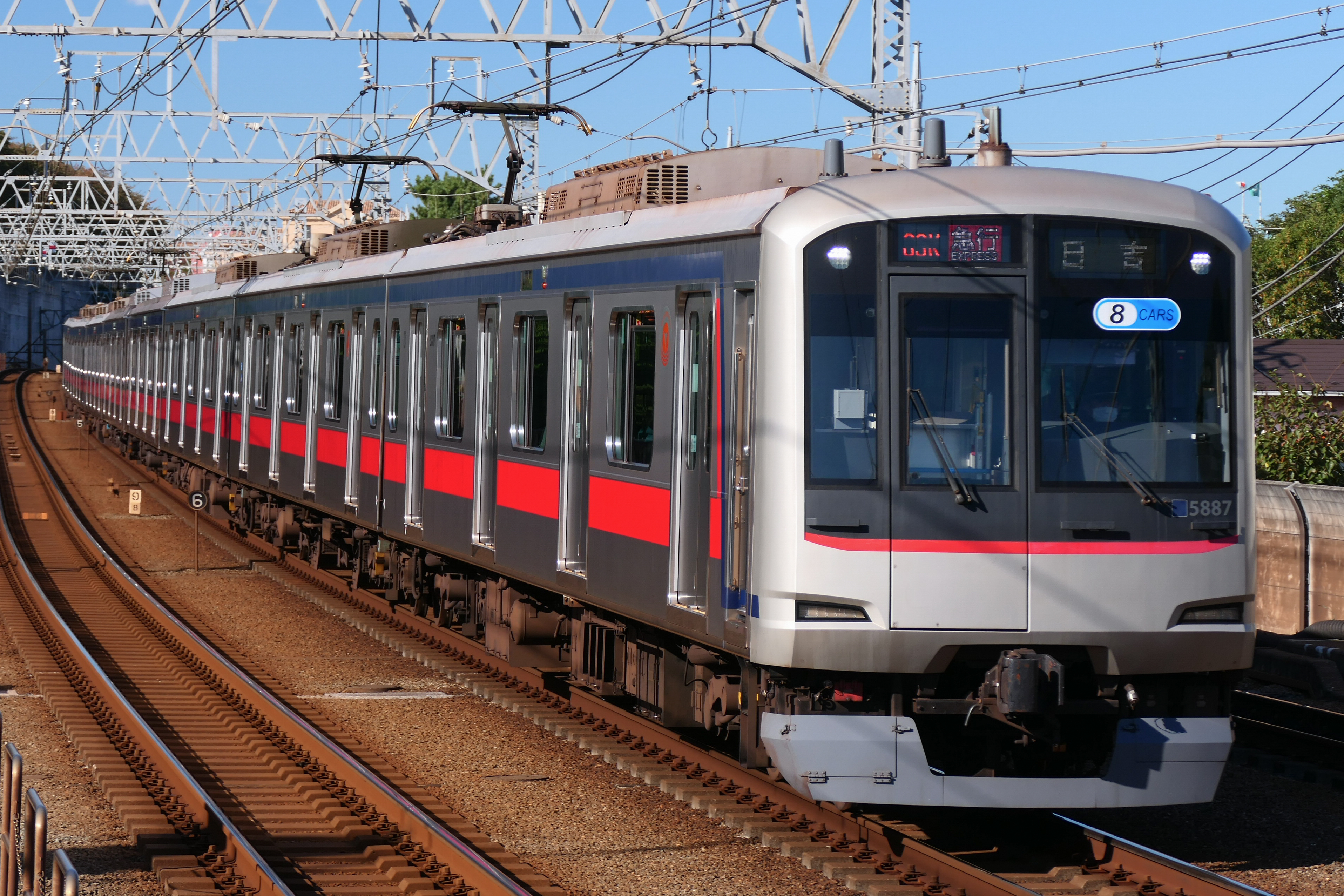
Serie 5080
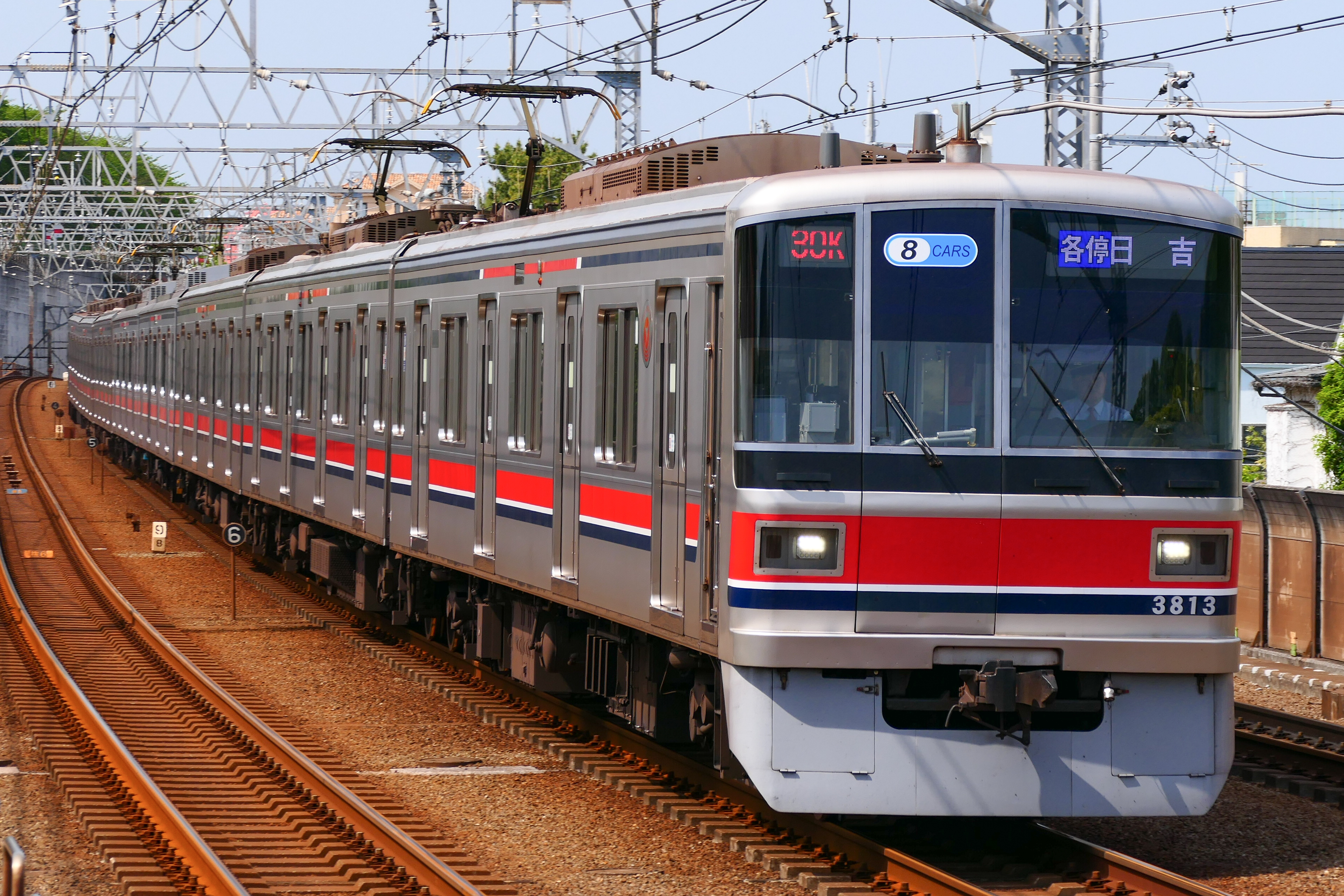
Serie 3000

Serie 5050  (10 vagones)

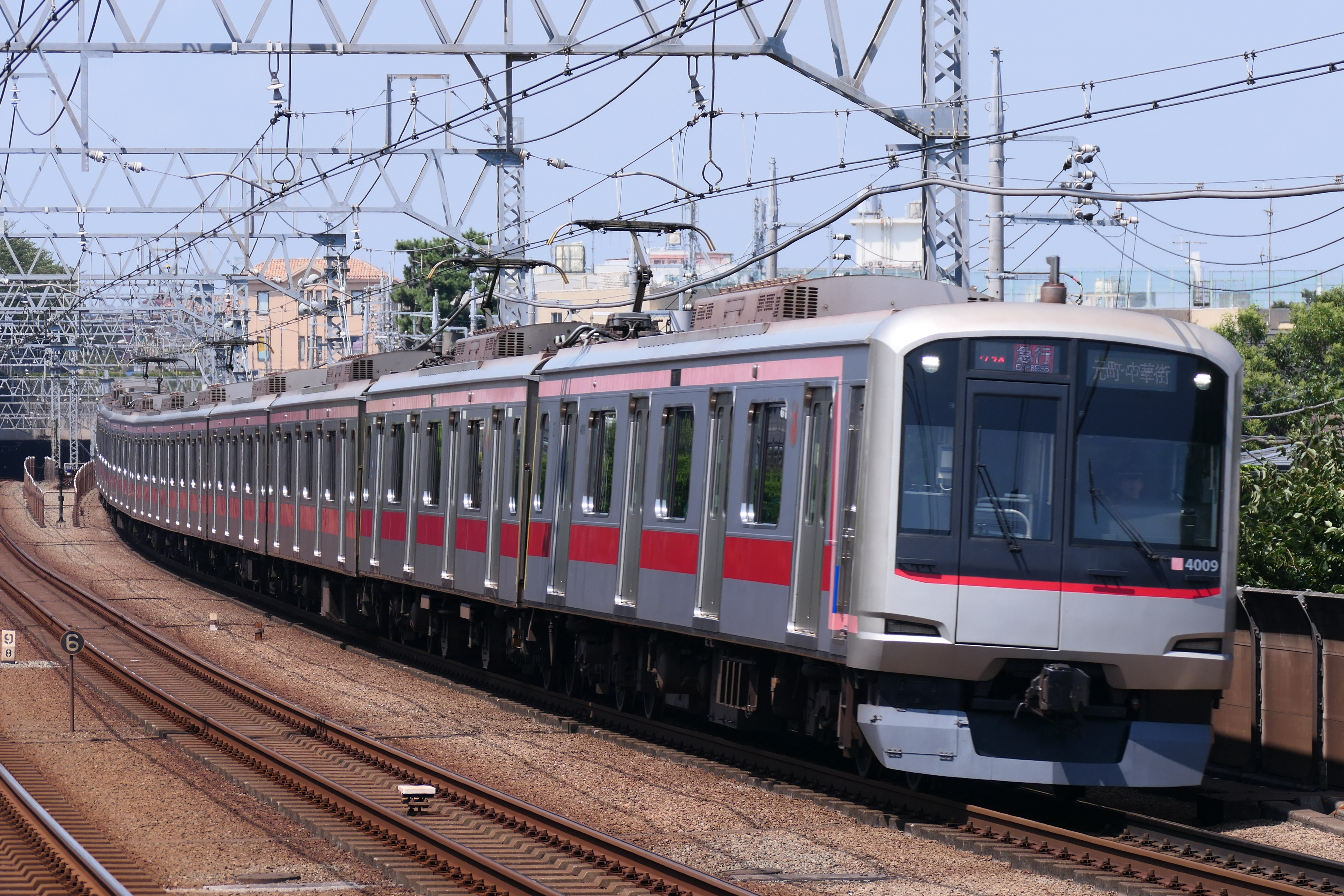
Serie 5050

#### Propiedad de Sotetsu

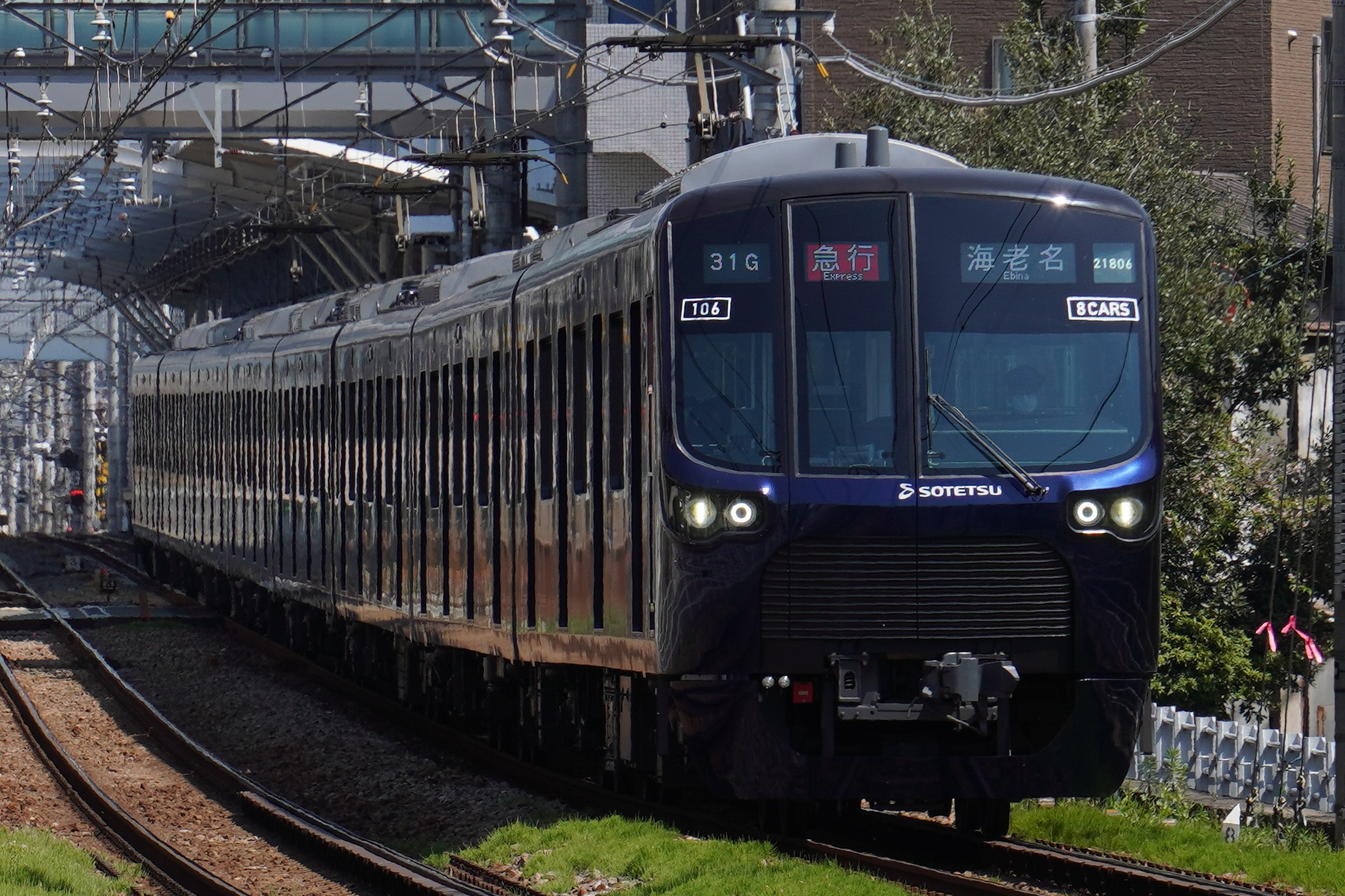
Serie 21000

Serie 20000 (10 vagones)

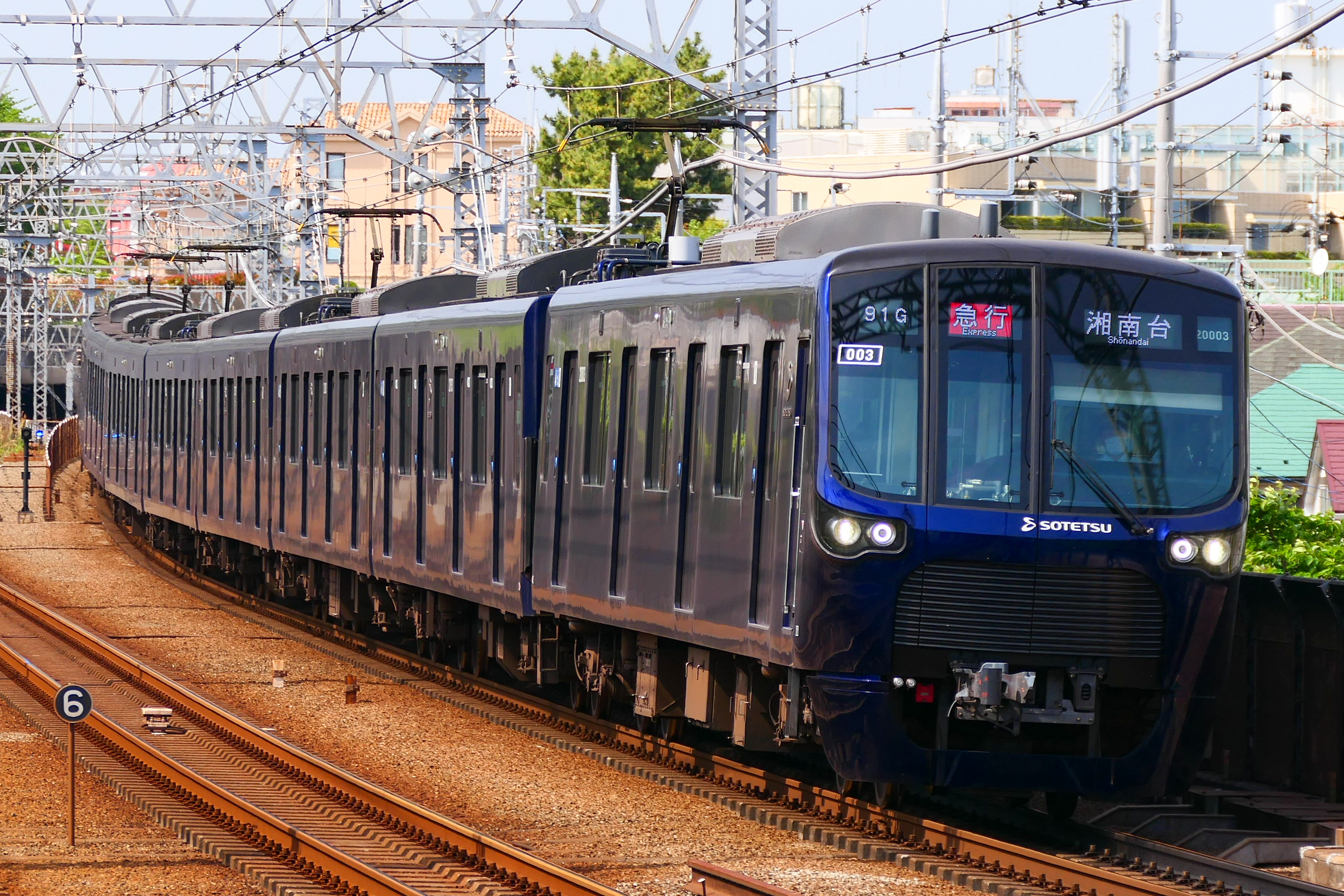
Serie 20000

### Trenes que enlazan con la línea Meguro

#### Propiedad de Tokyu
- Serie 3020（8 vagones）
- Serie 5080（8 vagones）
- Serie 3000（8 vagones)

- Serie 3020
- Serie 5080
- Serie 3000

#### Propiedad de Sotetsu
Serie 21000 (8 vagones)
- Serie 21000

Propiedad de Tokyo Metro
Serie 9000 (6-8 vagones)

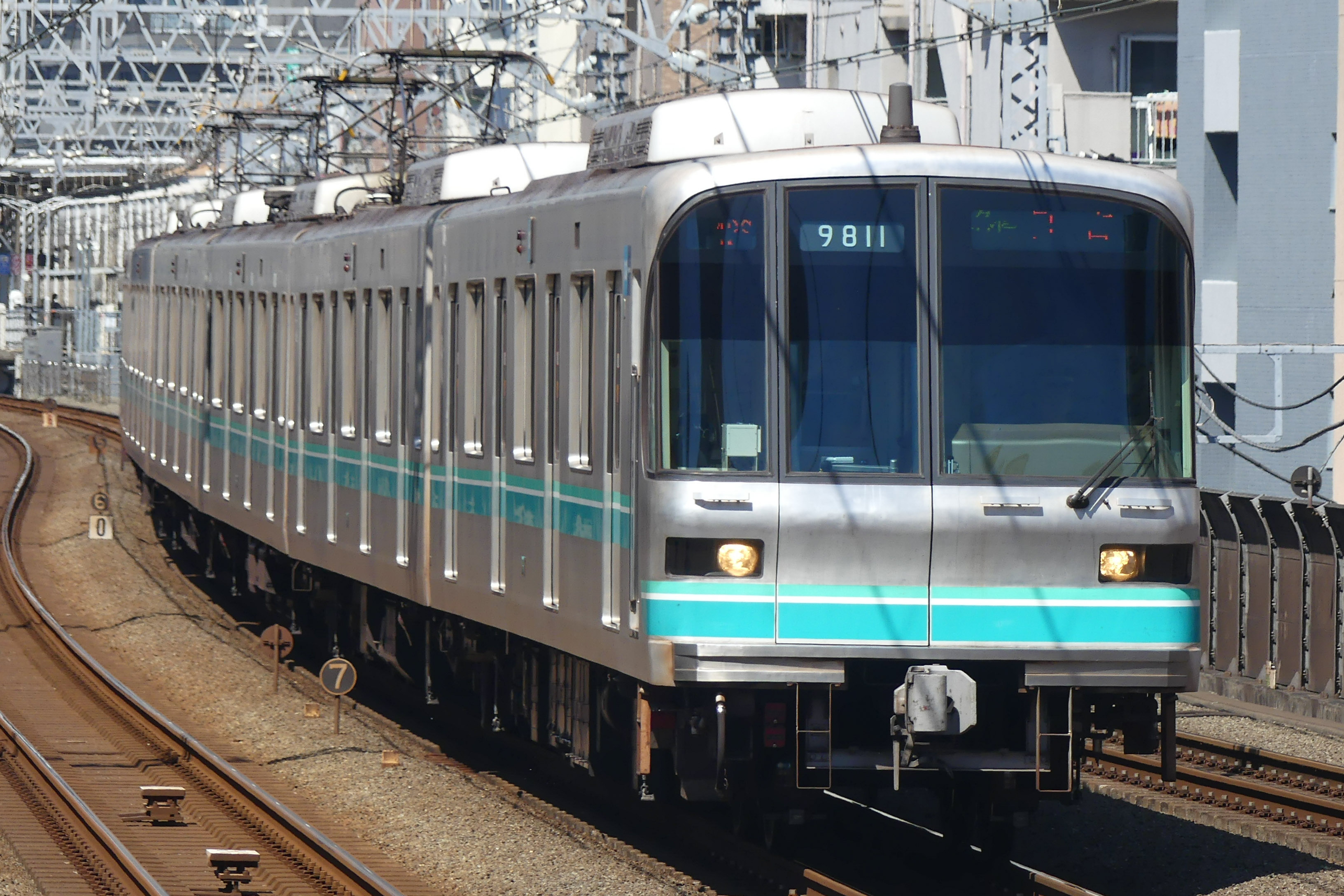

Propiedad de Buró de transporte de Tokio (Toei)

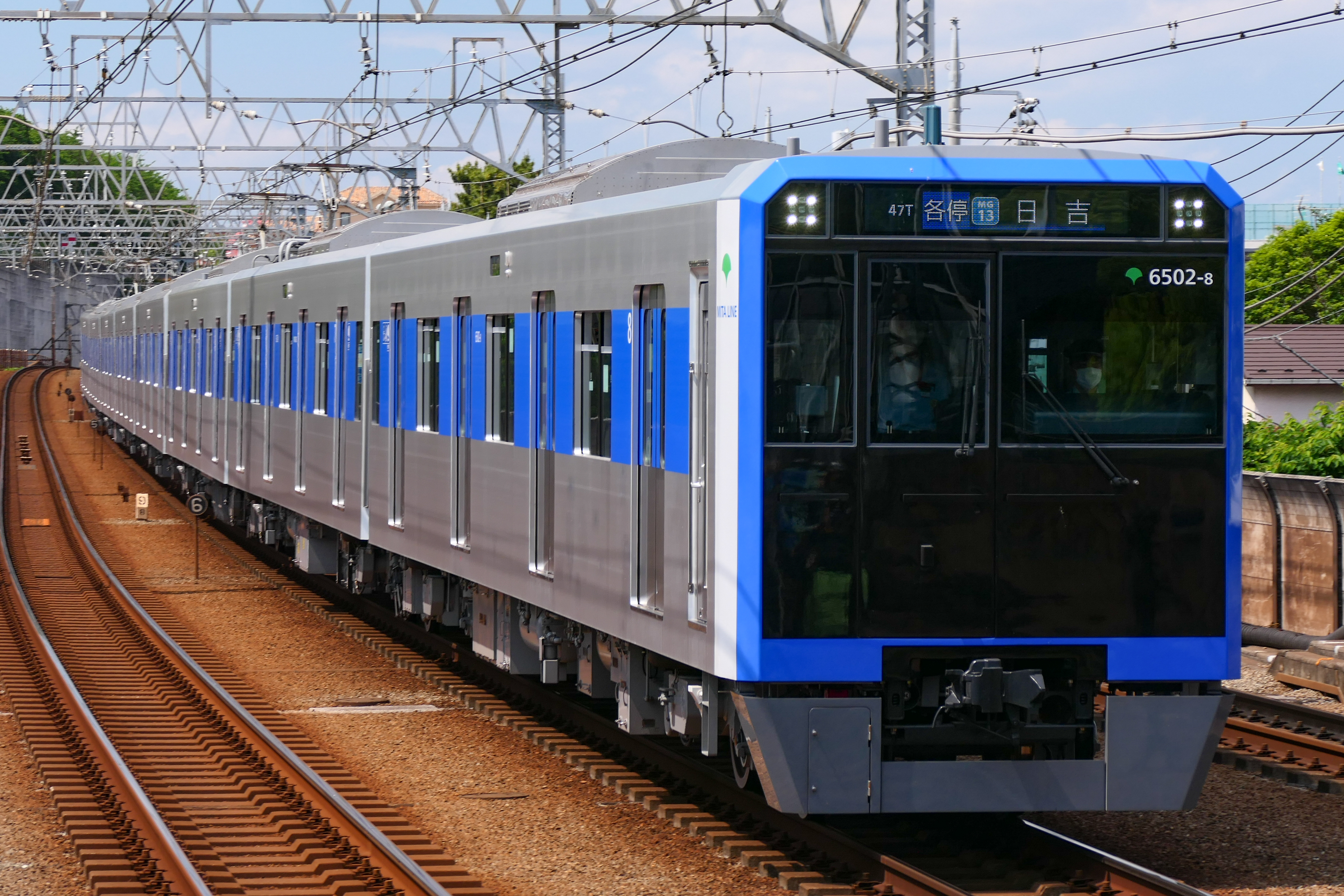
Serie 6500（8 vagones）
- Serie 6300（6 vagones）  - Serie 6300

#### Propiedad de Saitama Railway
Serie 2000 (6 vagones)

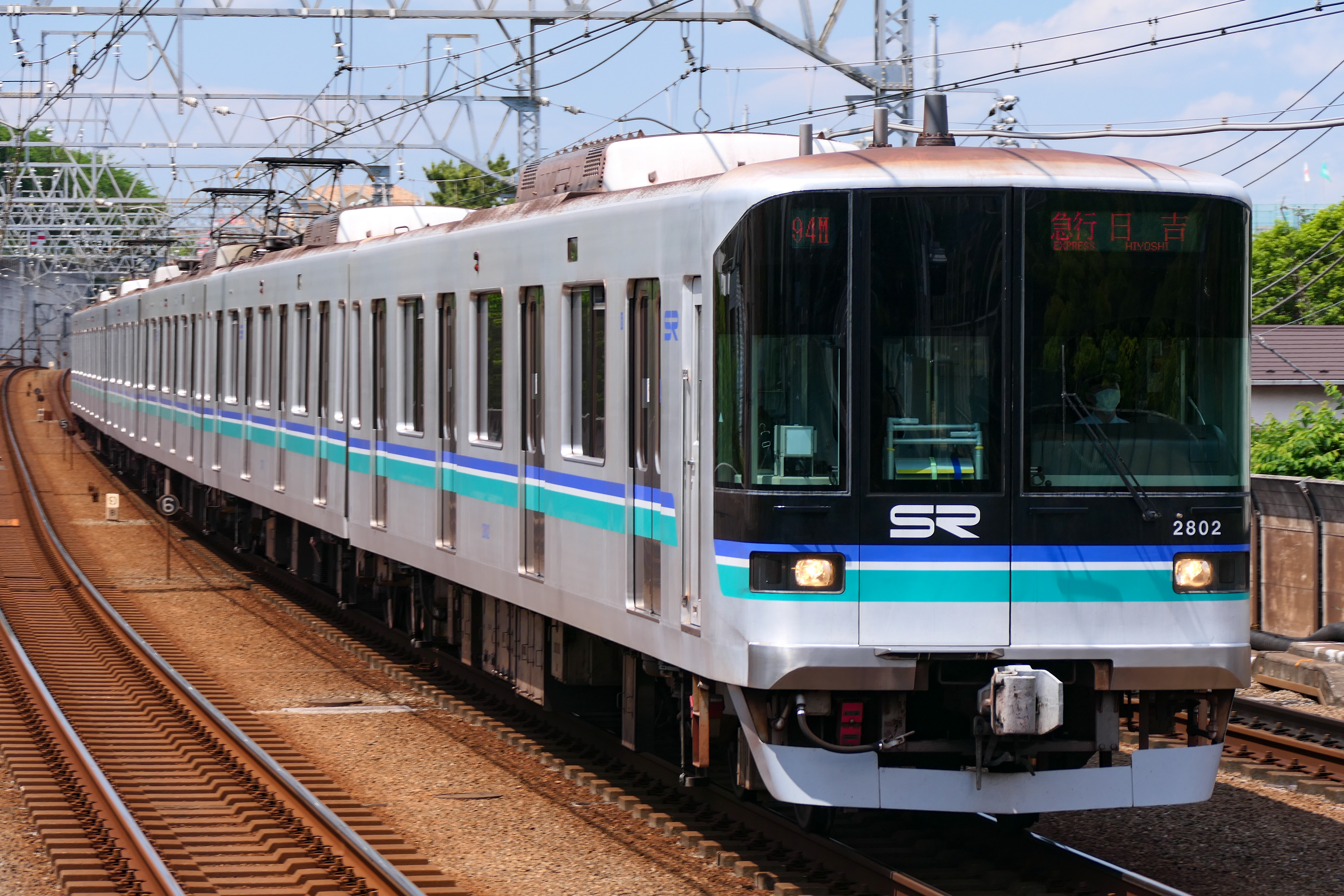
Serie 2000

## Estaciones
| Código | Estación        | Correspondencia | Distrito |
| ------ | --------------- | --------------- | -------- |
| SH01   | Shin-yokohama   |                 | Kohoku   |
| SH02   | Shin-tsunashima |                 | Kohoku   |
| SH03   | Hiyoshi         |                 | Kohoku   |